# Thesaurica
Thesaurica is een geslacht van vlinders van de familie grasmotten (Crambidae), uit de onderfamilie Odontiinae.

## Soorten
- T. argentifera (Hampson, 1913)
- T. flavispilalis Hampson, 1913
- T. notodontalis Hampson, 1899
- T. ocellata Hampson, 1916